# امرأة سيئة السمعة (فلم 1936)
امرأة سيئة السمعة (بالإنجليزية: Libeled Lady) هو فيلم كوميدي تم إنتاجه في الولايات المتحدة وصدر في سنة 1936.

## بطولة
- جان هارلو
- سبنسر تريسي

### ترشيحات وجوائز
| السنة | الحدث  | الفئة     | النتيجة |
| ----- | ------ | --------- | ------- |
|       | أوسكار | أفضل فيلم | ترشـيـح |

## وصلات خارجية
- مقالات تستعمل روابط فنية بلا صلة مع ويكي بيانات